# Saab 93
El Saab 93 es un automóvil desarrollado y producido por el fabricante de automóviles sueco Saab entre 1955 y 1960. Exportado con éxito a los Estados Unidos, se produjeron tres series sucesivas: el modelo original, con el parabrisas de dos piezas; el modelo B, con el parabrisas de una pieza; y el modelo F, en el que se cambió el sentido de apertura de las puertas (disponiéndose bisagras delanteras).

## Saab 93

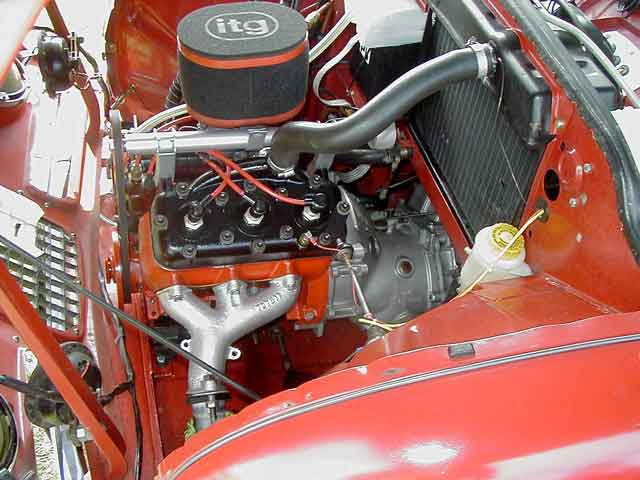
Motor de dos tiempos

El coche se anunció el 18 de agosto de 1955, y se presentó por primera vez el 1 de diciembre de aquel mismo año. Diseñado por Sixten Sason con inspiración italiana, recibió un motor de 758 cm³ de tres cilindros y dos tiempos montado longitudinalmente que rendía 33 CV (25 kW). Este motor, desarrollado con la colaboración del ingeniero alemán de DKW Hans Müller, se benefició de un carburador Solex 40AIC.
Abandonando las barras de torsión del Saab 92, el Saab 93 adoptó muelles helicoidales para mejorar la conducción del vehículo. Los cinturones de seguridad de dos puntos se introdujeron como una opción en 1957.
El 93 se convirtió en el primer Saab en ser exportado desde Suecia, con la mayoría de los vehículos destinados a Estados Unidos.
Incluía como opciones un embrague Saxomat automático, fabricado por Fitchel & Sachs, y un techo retráctil.

## Saab 93B

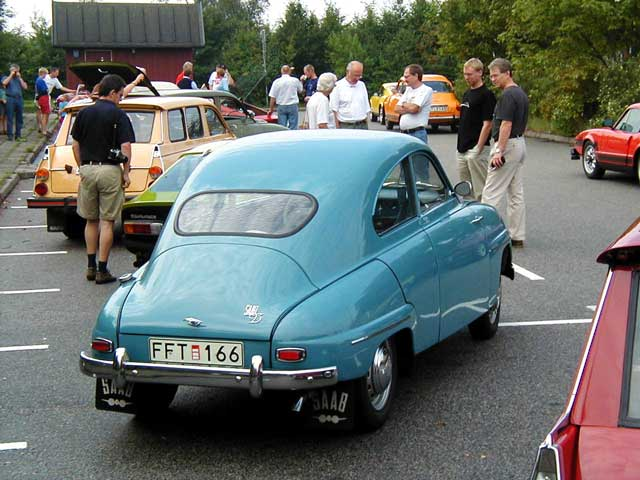
Saab 93B

El 2 de septiembre de 1957 se produjo el lanzamiento del 93B. El parabrisas original de dos piezas se sustituyó por uno de una sola pieza. También recibió una nueva parrilla y luces intermitentes para reemplazar los indicadores mecánicos. Otro avance: la mezcla de aceite y gasolina se realizaba automáticamente.
Ese mismo año, el piloto Erik Carlsson terminó 1º en el Rally de Finlandia a bordo de un Saab 93, hazaña que repitió en 1959 en el Rally de Suecia.

## Saab 93F

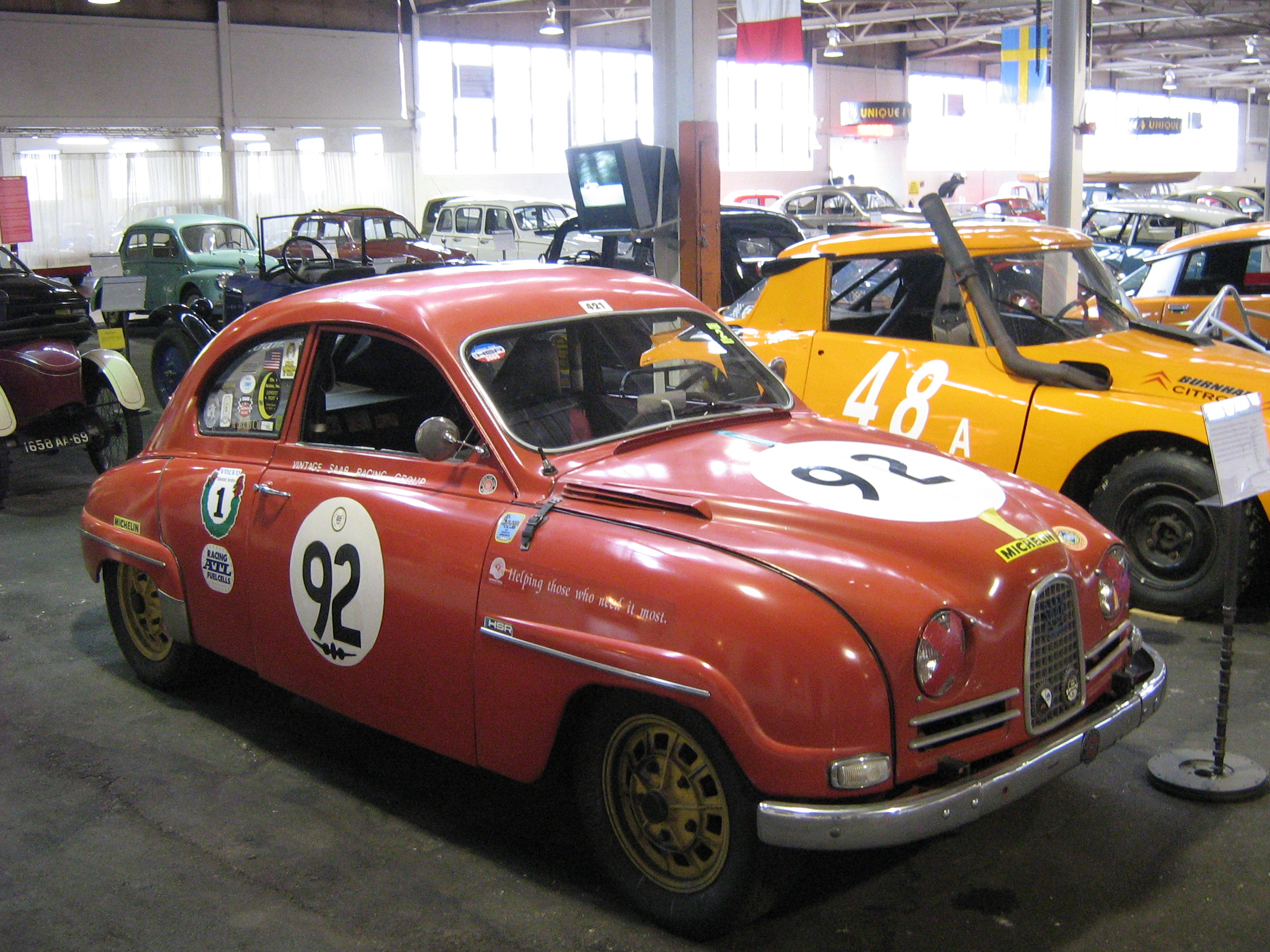
Saab 93F, con apertura de puertas "normal" (bisagras delanteras)

En 1960 apareció el 93F, con la letra F haciendo referencia a la palabra "Front" (frente), indicando que las puertas de este modelo, equipadas con bisagras delanteras, se abrían normalmente, como en la mayoría de los vehículos modernos. Se caracterizaba por un sistema de refrigeración más elaborado y por la presencia de guardabarros con deflectores en la parte trasera. Su producción se limitaría a 600 unidades, siendo este el último año de producción del Saab 93, que sería reemplazado por el Saab 96.
Se produjo un total de 52.731 unidades de las distintas versiones del Saab 93.

## Historial en competición

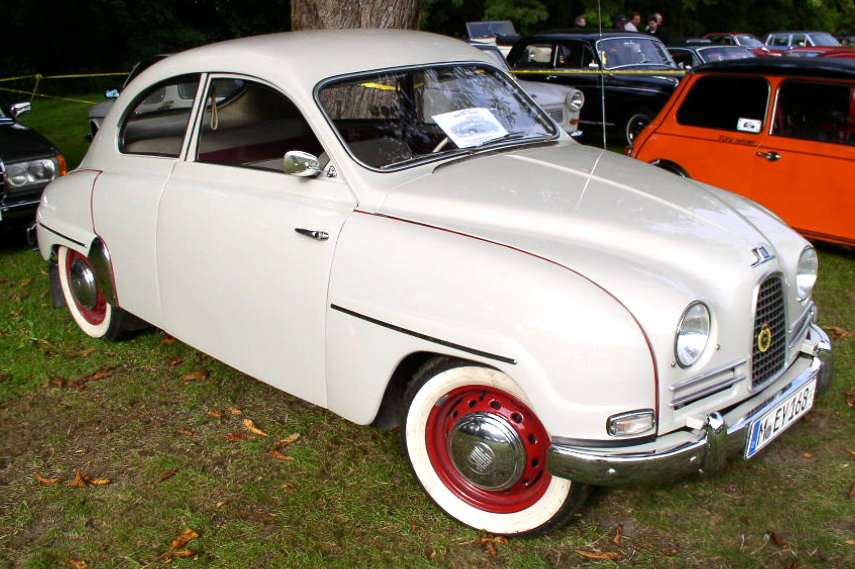
Saab 93B (bisagras delanteras)

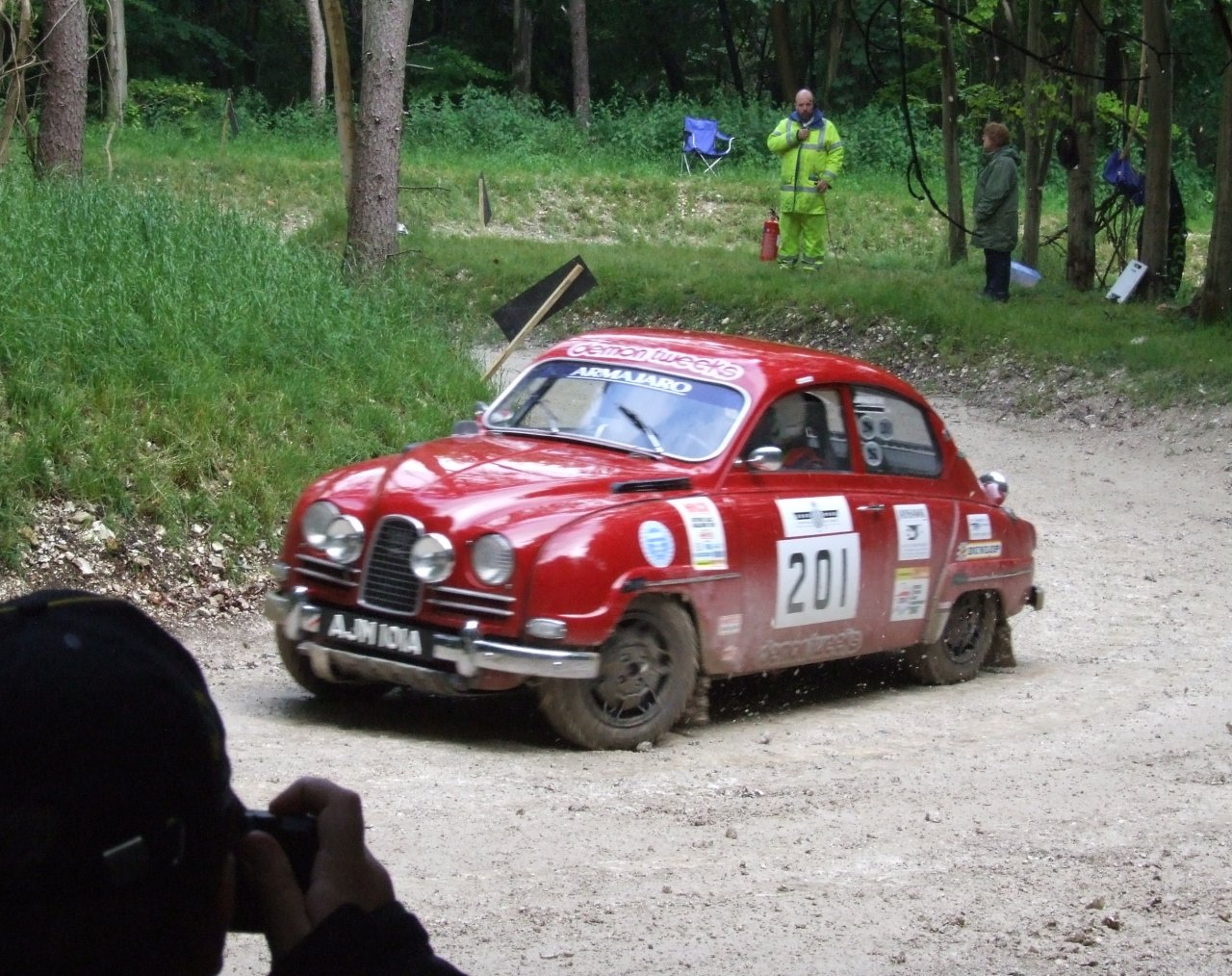
Saab 93 en un rally

### 1956
- Rallye de Wiesbaden, Alemania (24 de junio de 1956)
- 1º Bengt Jonsson y Kjell Persson
- Rallye Viking, Noruega
  - 1º Carl-Magnus Skogh
  - 2º Erik Carlsson
  - 4º Ivar Andersson
- Rikspokalen, Suecia
  - 1º Erik Carlsson
- Scandiatrofén, Suecia
  - 1º Erik Carlsson y Carl-Magnus Skogh (ex-aequo)
- Tour d'Europe Continental
  - 2º Rolf Mellde y Sverker Benson
- Tulpenrallye, Países Bajos
  - 2º Sture Nottorp y Charlie Lohmander
  - 3º Gunnar Bengtsson y Sven Zetterberg
  - 7º Bengt Jonsson y Sölve Relve

### 1957
- Mille Miglia, Turismo Preparato 750 cm3, Italia
  - 1º Charlie Lohmander y Harald Kronegård
- GAMR - Great American Mountain Rallye, Estados Unidos
  - 1º Bob Wehman y Louis Braun, Estados Unidos
  - 1º Mejor equipo de construcción
  - 6º Rolf Mellde y Morrow Mushkin
  - 17º Jerry Jankowitz y Doris Jankowitz
- Rally de Finlandia, Finlandia
  - 1º Erik Carlsson
  - 1º Mejor formación por equipos Erik Carlsson, Carl-Otto Bremer, Harald Kronegård
  - Campeón finlandés 1º, Carl-Otto Bremer
- Rally Adriático, Yugoslavia
  - 1º R M Hopfen
- Lime Rock Rally, Estados Unidos
  - 1º Bob Wehman
- Rikspokalen, Suecia
  - 1º Carl-Magnus Skogh
- Rally de Nieve de Finlandia, Finlandia
  - 2º Erik Carlsson
- Rally Acrópolis, Grecia
  - 2º Henri Blanchoud
- Rallye Atlas-Oasis, Marruecos
  - 2º Harald Kronegård y Leonce Beysson

### 1959
- 1º a Midnattssolsrallyt[3]
  - Erik Carlsson/Mario Pavoni

### 1960
- Rally de Nieve de Finlandia, Finlandia
  - 1º Carl-Otto Bremer